# Umberto Cisotti
Umberto Cisotti (Voghera, 26 febbraio 1882 – Milano, 6 luglio 1946) è stato un matematico e fisico italiano.

## Biografia
Compì gli studi medi presso Udine. Successivamente si iscrisse all'Università degli Studi di Padova seguendo il quadriennio di studi in Matematica compreso tra il 1899 e il 1903. Qui ebbe per maestri, fra gli altri, D'arcais, Ricci e Levi Civita. Fu proprio col matematico Tullio Levi Civita che egli elaborò e discusse la tesi di laurea il 30 ottobre 1903. Successivamente, adempiti gli obblighi della leva militare, insegnò nelle scuole medie. Dal 1907 al 1913 fu assistente di Tullio Levi Civita.
Nel 1913 cominciò a insegnare Fisica matematica all'Università degli Studi di Pavia. Successivamente si trasferì al Politecnico di Milano in cui insegnò Meccanica e Analisi matematica. Nel 1921 insegnò Meccanica razionale. Insegnò anche all'Università degli Studi di Milano dopo la sua fondazione (1924) e nel 1927 fondò, insieme ad altri, il Seminario matematico e fisico italiano.
Scrisse circa 200 pubblicazioni che trattano principalmente di idromeccanica piana che fu studiata da lui e dai suoi studenti con il metodo delle variabili complesse. Si occupò inoltre anche del paradosso di D'Alembert e delle scie.
Nei suoi ultimi anni di vita si interessò al calcolo tensoriale e alle sue applicazioni. Inoltre scrisse alcuni trattati sul calcolo tensoriale, sull'idromeccanica piana, sulla meccanica e sull'analisi algebrica. Tra gli allievi di Cisotti che raggiunsero poi la cattedra universitaria ricordiamo Masotti, Caldonazzo, Finzi, Pastori.
Fu membro dell'Accademia Nazionale dei Lincei e dell'Istituto lombardo di scienze e lettere.